# Шверте
Шверте (нім. Schwerte) — місто в Німеччині, знаходиться в землі Північний Рейн-Вестфалія. Підпорядковується адміністративному округу Арнсберг. Входить до складу району Унна.
Площа — 56,2 км². Населення становить 46 124 ос. (станом на 31 грудня 2020).

## Географія

### Адміністративний поділ
Місто  складається з 7 районів:
- Шверте
- Гольцен
- Вестгаймен
- Ергсте
- Гайзекке
- Філлігст
- Вандгофен

## Економіка
У місті розташована компанія J.D. Theile GmbH — один з провідних світових постачальників ланцюгових систем.